# Pergamena Vindel

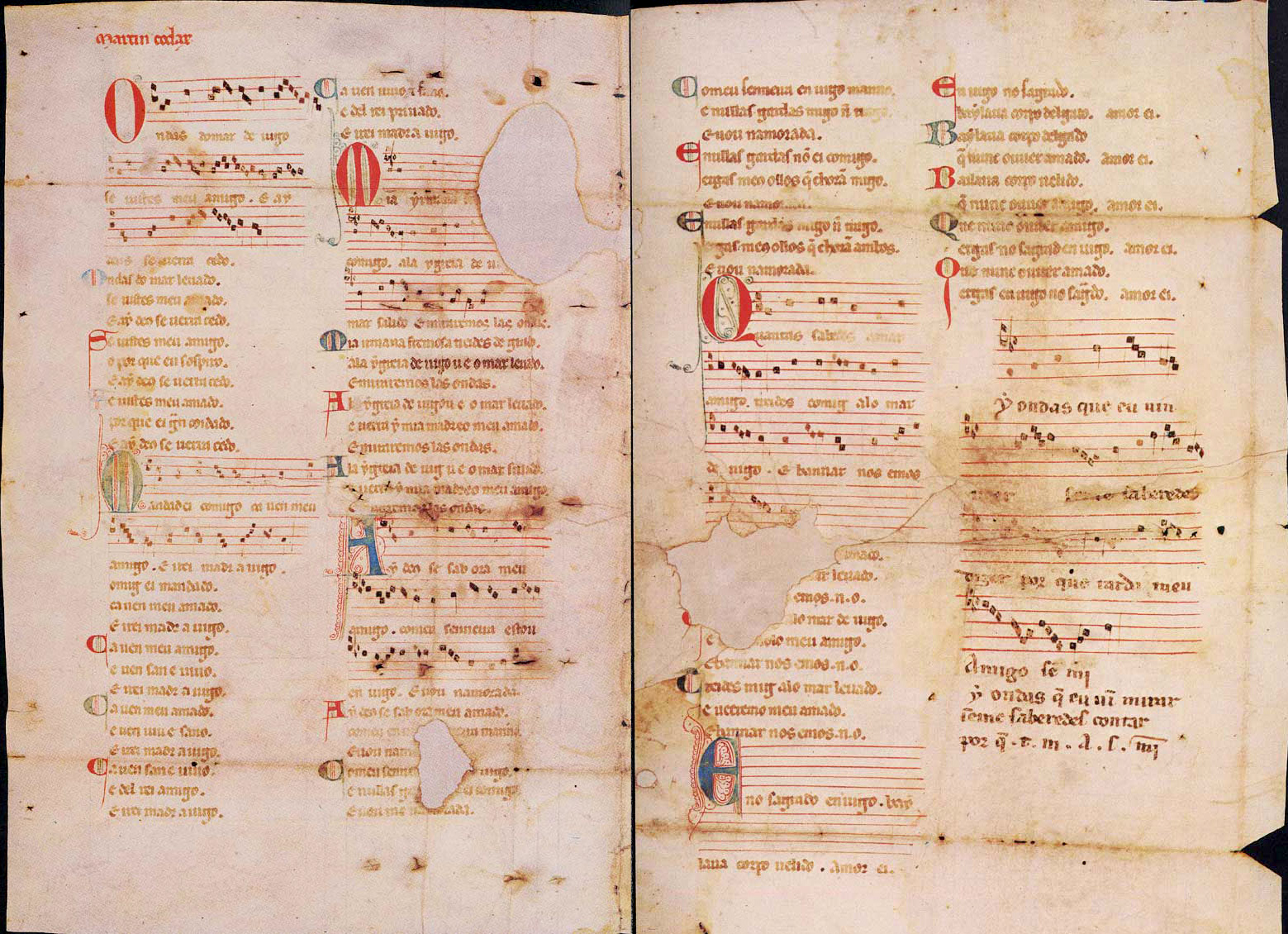
La Pergamena Vindel.

La Pergamena Vindel (o in portoghese Pergaminho Vindel) è una pergamena copiata verso la fine del XIII secolo o inizi del XIV che contiene sette cantigas de amigo del giullare galiziano Martín Codax. Possiede caratteristiche simili al Canzoniere di Ajuda.

## Storia
La scoperta di questa pergamena si deve al caso. Il commerciante di libri antichi Pedro Vindel la trovò nella sua libreria, nel 1914, nella guardia interna di un esemplare del libro «De officiis» di Cicerone, del XIV secolo con rilegatura del XVIII secolo.
La pergamena sparì poco dopo la sua scoperta, e per molti anni si credette perduta. In realtà, la pergamena era stata venduta da Pedro Vindel al diplomatico e musicologo Rafael Mitjana, il quale la conservò nella sua biblioteca di Uppsala, città sveva dove abitava allora. Alla sua morte, nel 1921, la biblioteca passò alla sua vedova e successivamente fu venduta dai suoi eredi. Dopo varie vicissitudini, la pergamena venne acquisita dal bibliofilo Otto Haas e messa in vendita a Londra dal suo collega Albi Rosenthal. Infine venne comprata dalla Pierpoint Morgan Library di New York, dove si conserva dal 1977, sotto la segnatura Ms. 979.
La prima notizia della scoperta venne divulgata da Pedro Vindel, nel febbraio del 1914, nella rivista Arte Español. L'anno seguente, nel 1915, il bibliografo pubblicò la prima edizione facsimile del manoscritto.

## Descrizione
Il formato della pergamena è di 34 x 45 cm., scritta su  una sola faccia a quattro colonne, con 26, 24, 23 e 17 righe rispettivamente. La prima colonna contiene 5 pentagrammi, 6 la seconda, 6 la terza e 4 la quarta. Il testo venne scritto con inchiostro nero e i pentagrammi in rosso. Le iniziali sono ornate in azzurro e rosso. Il nome del giullare Martín Codax appare nella parte superiore della pergamena, in rosso. Nella copia della pergamena intervennero varie mani.
Contiene sette cantigas de amigo, sei delle quali con notazione musicale:
- Ondas do mar do Vigo
- Mandad'ei comigo ca ven meu amigo
- Mia yrmana fremosa treides comigo
- Ay Deus se sab'ora meu amado
- Quantas sabedes amar amigo
- En o sagrad' e Vigo (solo testo, senza notazione musicale)
- Ay ondas que eu vin veer

I suoi testi già erano conosciuti come facenti parte dei canzonieri senza musica della lirica galiziano-portoghese. Tuttavia, la sua musica costituisce, insieme alle sette cantigas de amor di Dionigi del Portogallo, trovate nella Pergamena Sharrer, le uniche attestazioni trovate fino a oggi della canzone profana galiziano-portoghese. La musica delle cantigas è scritta in notazione quadrata, con legature molto simili alle Cantigas de Santa Maria.
La scoperta della pergamena venne a confermare l'ipotesi dell'esistenza di fogli volanti, con il testo e la musica delle poesie trovadoriche affidate dai trovatori ai giullari per la loro esecuzione.

## Discografia
- Vedi la sezione discografia di: Martín Codax (discografia).